# 孝公 (斉)
孝公（こうこう）は、春秋時代の斉の第18代君主。桓公の子、母は鄭の公女。子の名は不詳。

## 即位
桓公と管仲は素質がある公子昭を太子とし、宋の襄公を後見役とした。
前643年、桓公が死去すると、太子昭以外の5人の公子（無詭、元（後の恵公）、潘（後の昭公）、商人（後の懿公）、雍）が後継を争ったが、桓公の寵臣であった易牙と豎刁が公子無詭を斉公に擁立したため、太子昭は宋に亡命した。
前642年春、宋の襄公は曹・衛・邾の連合軍を率いて斉に攻め入り、太子昭の帰国と斉公即位を援助した。
3月、諸侯連合軍の圧力に屈した大夫の一派は無詭を暗殺し、太子昭を迎え入れようとした。しかしその他の4公子の支持者たちは軍を発して太子昭の軍を迎え討ち、宋に追い返した。
5月、宋の襄公は再度軍を発し、4公子の軍勢を甗（現在の山東省済南市歴城区）で撃破すると、太子昭はついに斉の都の臨淄に入り斉公に即位した。この動乱以降、斉の国力は衰え、桓公の勝ち取った覇権は終焉し、今まで放置されていた亡父の桓公の遺骸がようやく埋葬された。
前633年、孝公は没してその子が後を継ぐはずだったが、孝公の異母弟の公子潘が衛の公子開方の援助で、甥でもある孝公の子を弑して自らが位についた。